# EvoMAG
evomag este o companie de comerț electronic care comercializează peste 120.000 de produse IT&C electrocasnice, auto, de îngrijire personală și produse destinate nou-născuților. Compania a fost înființată în anul 2005, iar în prezent site-ul este vizitat zilnic de peste 30.000 de persoane.
Mihai Pătrașcu este proprietarul și directorul general al Evomag.
Număr de angajați în 2013: 70.
Cifra de afaceri:
- 2014: 20 milioane de euro (estimare)[2]
- 2013: 15,5 milioane de euro
- 2012: 11,4 milioane de euro
- 2011: 9 milioane euro[3]
- 2010: 8 milioane de euro

evoMAG face parte din grupul Evolution, alături de WatchShop.ro, magazin online care vinde ceasuri originale și Toyz.ro, magazin online specializat în vânzarea de jucării. Grupul Evolution a realizat în 2013 o cifră de afaceri de 17 milioane de euro.